# Hygroplitis ruinosa
Hygroplitis ruinosa är en stekelart som beskrevs av Kotenko 2007. Hygroplitis ruinosa ingår i släktet Hygroplitis och familjen bracksteklar. Inga underarter finns listade i Catalogue of Life.